# 円通寺 (埼玉県越生町)
円通寺（えんつうじ）は、埼玉県入間郡越生町にある曹洞宗の寺院。

## 歴史
寛文年間（1661年 - 1673年）、小金井万衛門の開基である。万衛門は同県同郡同町の龍穏寺第22世住職鉄心御州を招聘し、寺を創建した。鉄心御州は後に曹洞宗総本山永平寺の第29世貫首となっている。その後、臨済宗に転宗したり無住（住職不在）になったりしたが、龍穏寺第48世住職天産慧苗によって曹洞宗に復帰し、中興された。
1923年（大正12年）の火災で焼失した。1936年（昭和11年）に再建された。

## 交通アクセス
- 路線バス小杉停留所より徒歩3分。